# LBB 1
Die Dampflokomotive Nr. 1 der LBB wurde von der 1910 gegründeten Lindfors-Bosjöns Järnvägsaktiebolag (Lindfors–Bosjöbanan, LBB) 1912 von Orenstein & Koppel in Berlin mit der Baunummer 5672 als Baulokomotive für die 1913 eröffnete Bahnstrecke Lindfors–Bosjön beschafft.

## Geschichte
Nach der Eröffnung der Strecke wurde die Lokomotive mit Scheibenrädern, die den Namen Pedder erhielt, im Betriebsdienst verwendet. Ab 1915 wurde sie von der Lokomotive LBB 2 vom gleichen Hersteller auf der Strecke unterstützt. Nach dem Konkurs der ersten Betreibergesellschaft sowie ihrer Nachfolgergesellschaft nahm der Verkehr auf der Strecke ab, so dass eine Lokomotive für den Betrieb reichte.
Noch vor der Übernahme der Strecke durch die Uddeholms AB wurde Pedder 1928 ausgemustert und verschrottet.